# Thinophilus promotus
Thinophilus promotus är en tvåvingeart som beskrevs av Becker 1910. Thinophilus promotus ingår i släktet Thinophilus och familjen styltflugor.
Artens utbredningsområde är Djibouti. Inga underarter finns listade i Catalogue of Life.